# 네덜란드의 국가유산
네덜란드의 국가유산(Rijksmonument, 네덜란드어 발음: [ˈrɛiksmoːnyˌmɛnt], lit. 'state Monument')은 네덜란드 교육문화과학부 소속 RCE(Rijksdienst voor het Cultureel Erfgoed) 기관에 등록된 네덜란드의 국가 문화유산이다.
2015년 2월 말 기준 네덜란드에는 61,822개의 국가 문화유산이 등록되어 있으며, 그 중 약 1,500개가 고고학 유적지로 등록되어 있다.

## 같이 보기
- 유산등록
- 네덜란드의 세계유산